# Vall de l'Isàvena

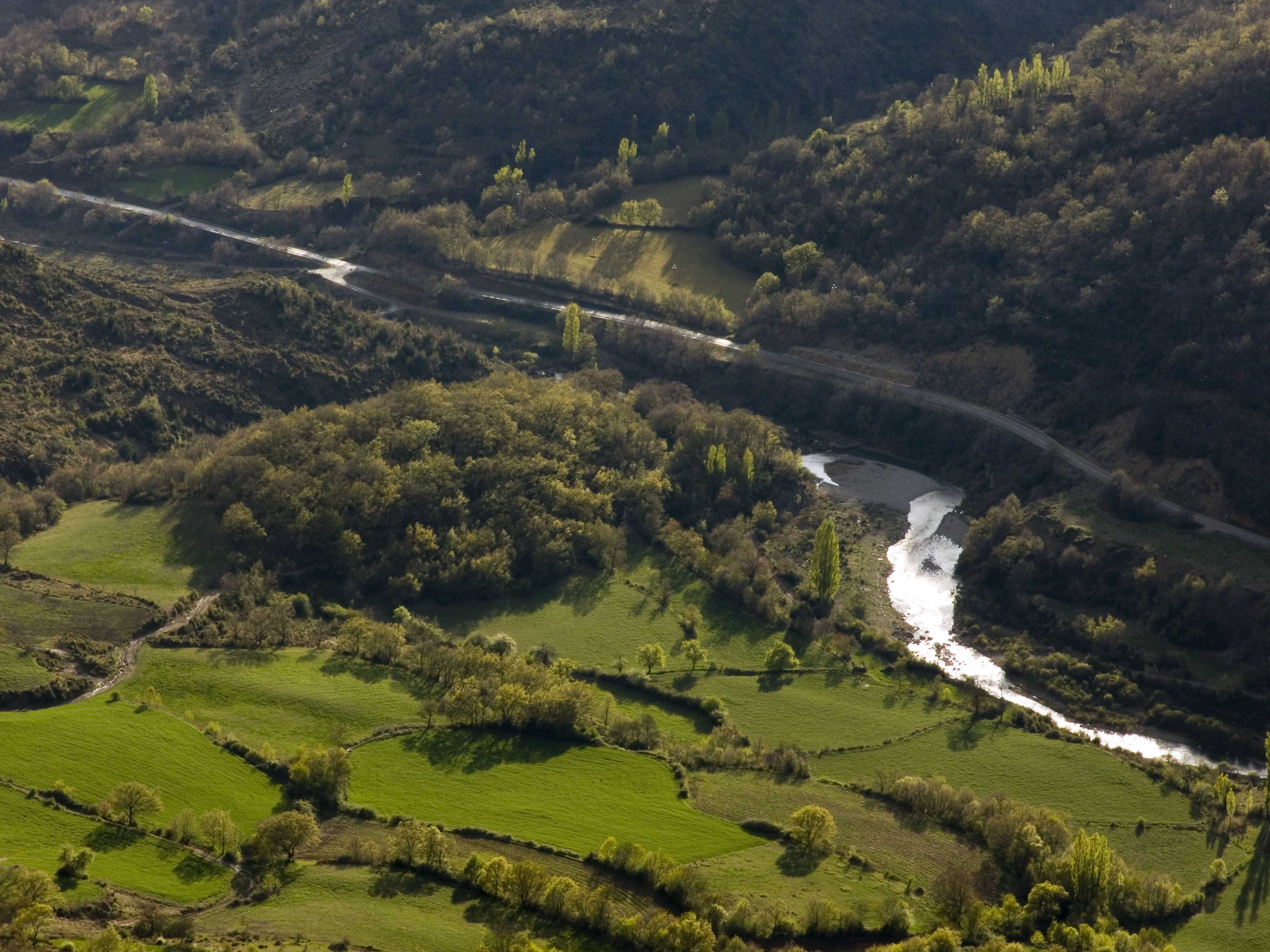
Vista de la Vall de l'Isàvena des de Beranui

La Vall de l'Isàvena és una depressió allargada de la superfície terrestre recorreguda pel riu Isàvena. Està situada a la comarca de la Ribagorça d'Aragó.
El riu Isàvena, que dona a la vall el seu nom, neix aproximadament a 2.400 metres sobre el nivell del mar, a la conca coneguda com a Es Sebollés, entre els pics Galliner i Cibollés, al Coll de la Corva, a prop de la localitat d'Urmella (del municipi de Bissaürri) i tancada al sud per la Tuca d'Urmella del Pirineu Aragonès.
No és una conca molt extensa, amb prou feines té uns 50 quilòmetres de llera, però en alguns trams forma uns congostos de gran bellesa com és el cas del Congost d'Ovarra.
Després de recórrer a penes les terres pròximes a Bissaürri, entra la vall en les Paüls on el riu va guanyant cabal, fins a arribar a la Baixa Ribagorça pel congost d'Ovarra, que és el lloc més estret de tota la vall, situat entre el Turbó i la serra de Sis. Del massís del Turbó rep les aigües de la Gola d'Espés o riu Blanc (nom indicat a la carretera A-1.605), just abans de l'esmentat congost.
Després el riu passa per Beranui i Tor-la-ribera. La Vall de Lierp i la Vall de l'Isàvena comparteixen l'espai on el riu Isàvena rep, per la dreta, les aigües del riu de Vilacarle, entre el massís del Turbó i la serra del Jordal. Més al sud arriba al municipi d'Isàvena.
Després de Serradui, la vall s'eixampla i forma l'eix de la ribera d'Isàvena.
La serra del Castell de Llaguarres (1.175 m) separa la vall de la rodalia de Benavarri, fins a arribar a Capella i Graus, on s'ajunta amb l'Éssera.

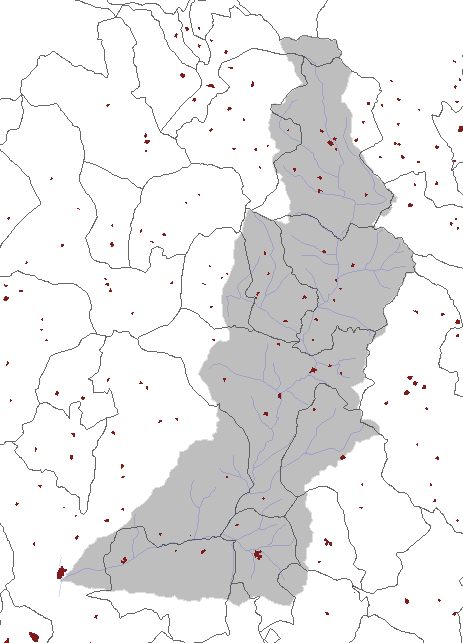
La conca hidrogràfica del riu Isàvena, Prepirineus.

## Municipis de la Vall de l'Isàvena

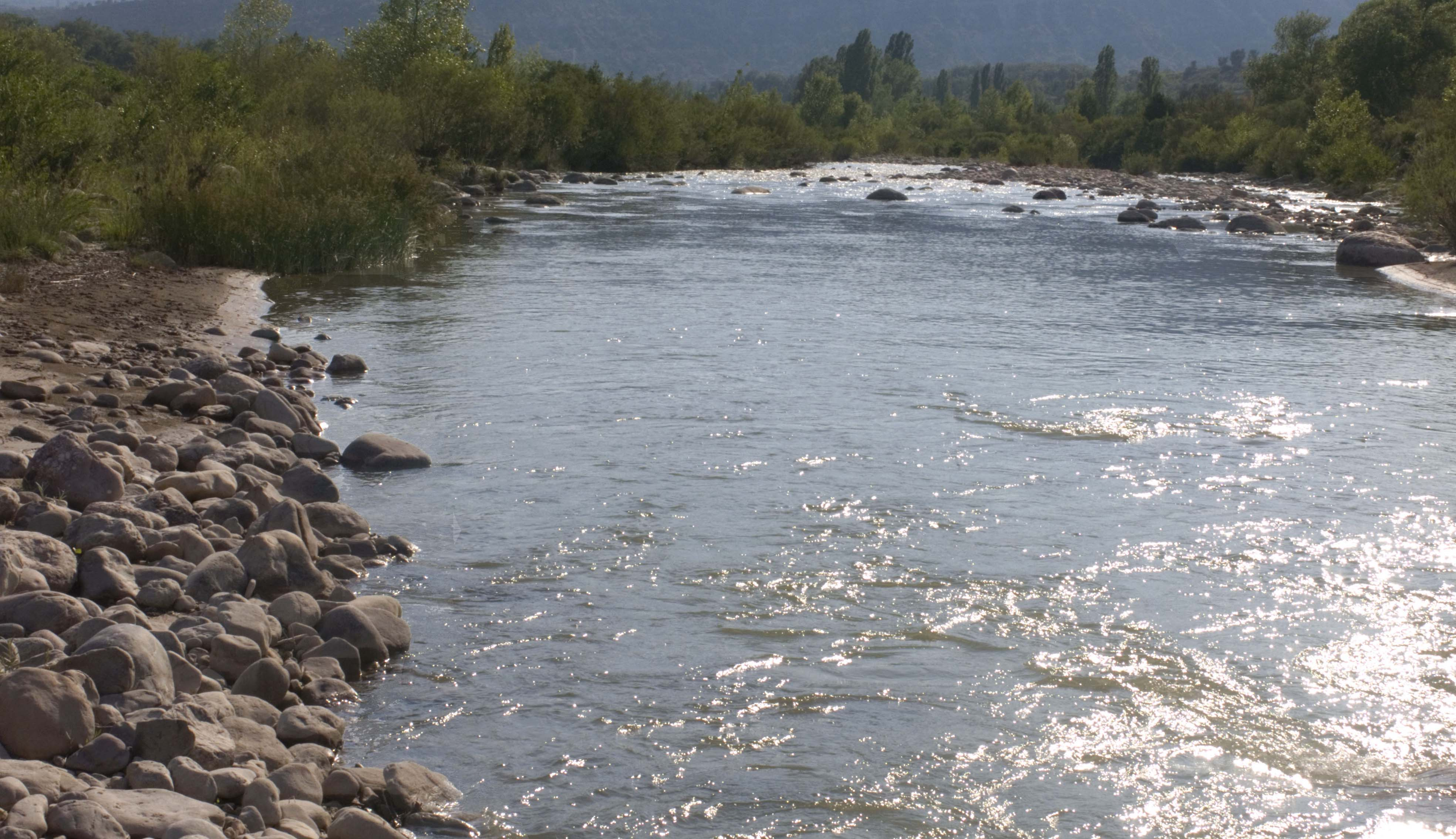
Riu Isàvena

### Bissaürrii les seues entitats de població
Bissaürri és un terme molt muntanyós. Té serres que s'enlairen per damunt dels 1.500 metres, com la serra d'Urmella. La localitat d'Urmella és la primera més pròxima a la vall de l'Isàvena, però les aigües del seu barranc no aporten cabal a l'Isàvena, sinó a l'Éssera.

### Les Paülsi les seues entitats de població
El municipi de les Paüls està a la vall alta de l'Isàvena fins a l'inici del congost d'Ovarra.
- La Vileta de les Paüls.[8]
- Alins d'Isàvena. Està situat a 1.380 metres d'altitud, a la part interior de la corba descrita pel riu abans de penetrar dins el congost d'Ovarra, a la dreta del riu.[9]
- Rins de Vilarrué.[10]
- Suïls.[11]
- Vilaplana.[12]
- Vilarrué.[13]
- Nerill, situat dalt d'un turó a 1.502 metres, comprenia els pobles i les caseries de les Llagunes,[14] Denui[15] i Ardoné.[16] Després es fusionà amb Espés que estava dividit en dos nuclis: Espés de Dalt i Espés de Baix[17] i també Abella.[18]

### Beranuii les seues entitats de població

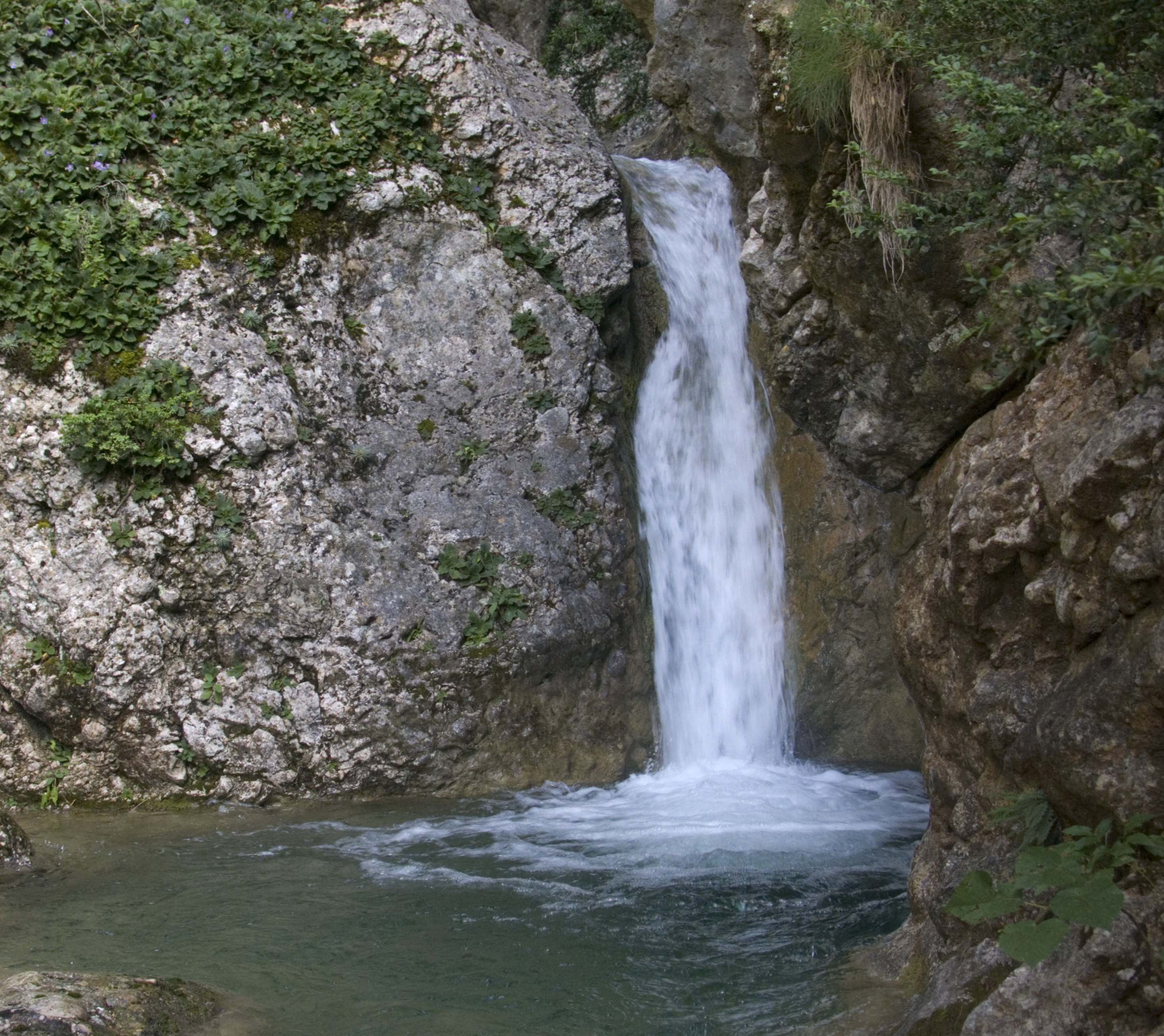
Cascada i Mulla de Castrocit

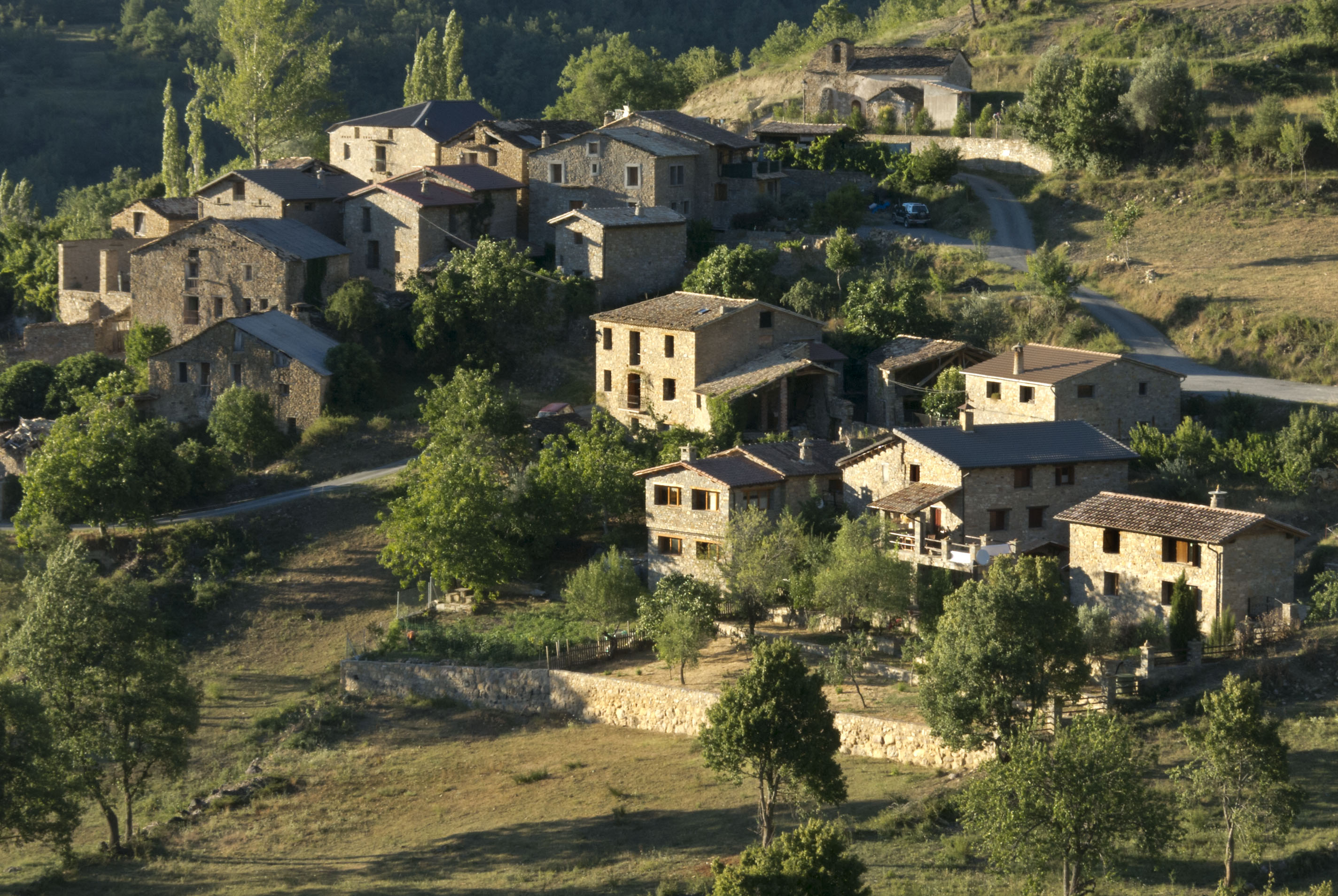
Pardinella

El municipi de Beranui està en el curs mitjà de l'Isàvena, així com Tor-la-ribera i Isàvena.
- Beranui,[19] situat a la falda d'un turó és el cap del municipi.
- Vallabriga, situada a una altitud sobre el nivell del mar de 1.160 metres, té 6 habitants.
- Biasques d'Ovarra.[20] Està situat a 900 metres d'altitud sobre el nivell del mar, i té 24 habitants. A la banda inferior de la carretera principal es troba el conjunt de les fonts de Sant Cristòfol, famoses pel seu gran cabal.
- Calbera, poble situat a la conca mitjana del riu Isàvena i a la serra de Sis, a la dreta del barranc de Castrocit.[21]
- Castrocit. Està situat a 1.161 metres sobre el nivell del mar, a la dreta del barranc de Castrocit (que neix a la serra de Sis i desemboca en el riu Isàvena per l'esquerra. Actualment està despoblat.[22]
- Ferreries de Calvera, està situat a 970 metres sobre el nivell del mar i té 13 habitants.
- Morens, a l'esquerra del riu Isàvena.[23]
- Ovarra.[24]
- Pardinella. A 925 metres d'altitud sobre el nivell del mar i amb una població de 22 habitants, està situat en una solana del marge esquerre del riu Isàvena, al nord de les fonts de Sant Cristòfol.

Els pobles deshabitats de: 
- Fornons. Situat al sud de Biasques d'Ovarra. Al segle xi pertanyia a Santa Maria d'Ovarra.[25]
- Rallui, situat a 1.300 metres sobre el nivell del mar i al vessant meridional del coll de Planatossal.[26]
- Vegeu també Santa Maria d'Ovarra.

### Els pobles de la vall deTor-la-ribera
Visalibons, Sant Aventí i Vilacarle són les tres poblacions de Tor-la-ribera que tenen terres a la Vall de l'Isàvena.
- Visalibons.[27] Està situat a 1.040 metres d'altitud i actualment té 14 habitants.
- Sant Aventí.[28] Paratge de gran bellesa paisatgística. Actualment té 1 habitant censat.
- Vilacarle.[29] Està situat a 940 metres d'altitud i té 25 habitants en el nucli del llogaret i disseminats, 5 habitants més. Dins de la zona de Vilacarle trobem Magarrofes,[30] que és un nucli disseminat situat en un entorn de gran bellesa natural i té censats 7 habitants. També podem trobar el caseriu de Santanulla.[31]

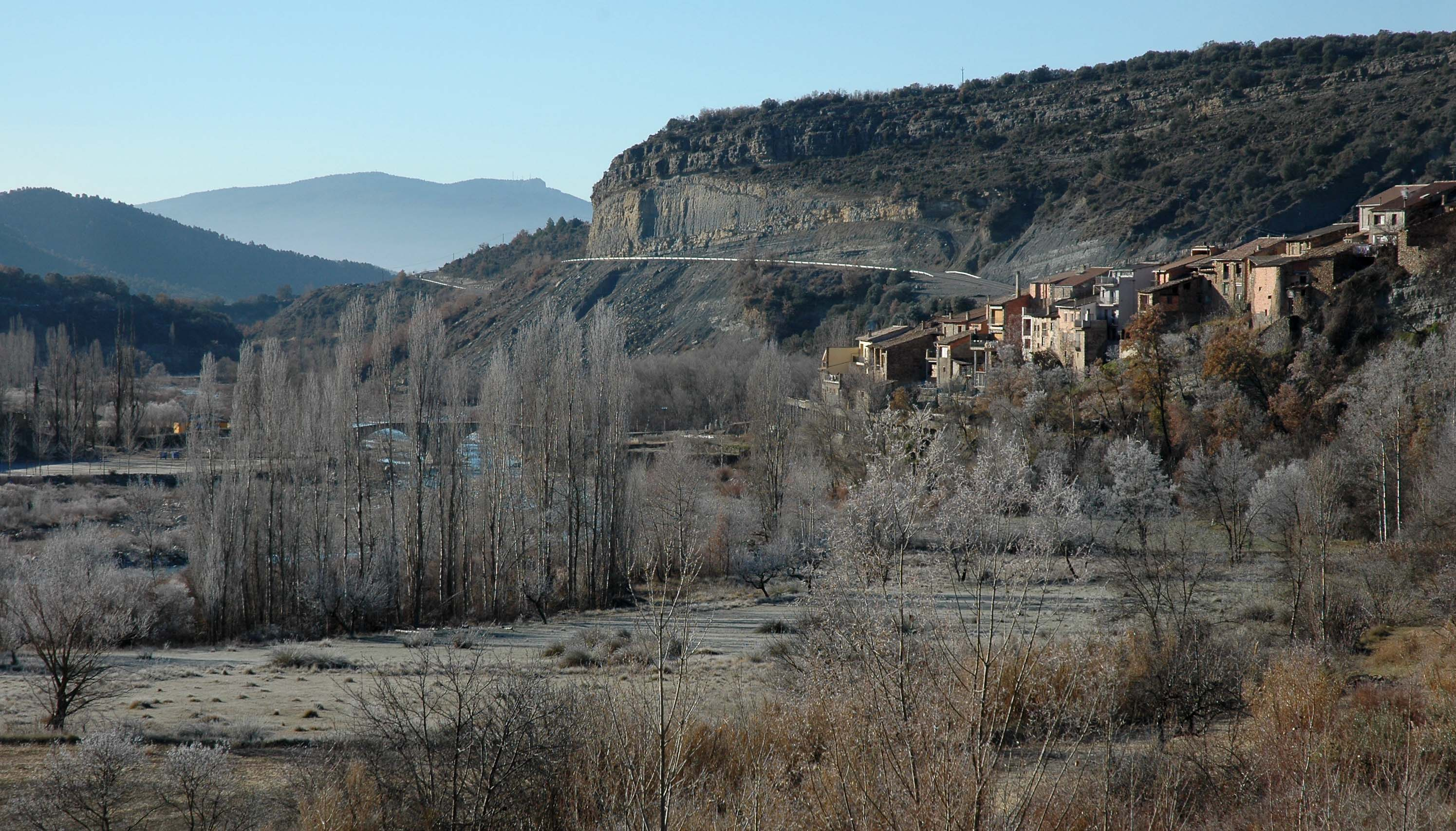
Vall de l'Isàvena

### Municipi d'Isàvena
- Situat al sector inicial de la ribera d'Isàvena, per l'antic terme de Serradui el riu passa encaixat i la vall es fa molt estreta,[32] degut a la proximitat entre la serra de Sis i la serra del Jordal, que pertany als massissos cretacis, d'un important modelatge Càrstic, (junt al Cotiella i el Turbó).[33] Després la vall de l'Isàvena guanya en amplitud fins a arribar a Güel, del municipi de Graus, a Capella, i finalment, una altra vegada al terme de Graus, on el riu Isàvena entrega les seues aigües al riu Éssera.
- Des de Rin de la Carrasca que està a 1.274 metres d'altitud, podem contemplar la vall de l'Isàvena al nord i sud del Jordal.[34]
- Sant Esteve del Mall també té una situació privilegiada des d'on podem veure la vall, Roda d'Isàvena, la Pobla de Roda, Rin de la Carrasca i part de Serradui.[35]
- El Villar, dalt de l'Isàvena, està situat a 777 metres. Podem apreciar des d'aquesta posició com la serra d'Esdolomada i la serra del Jordal modelen el paisatge de la vall.[36]

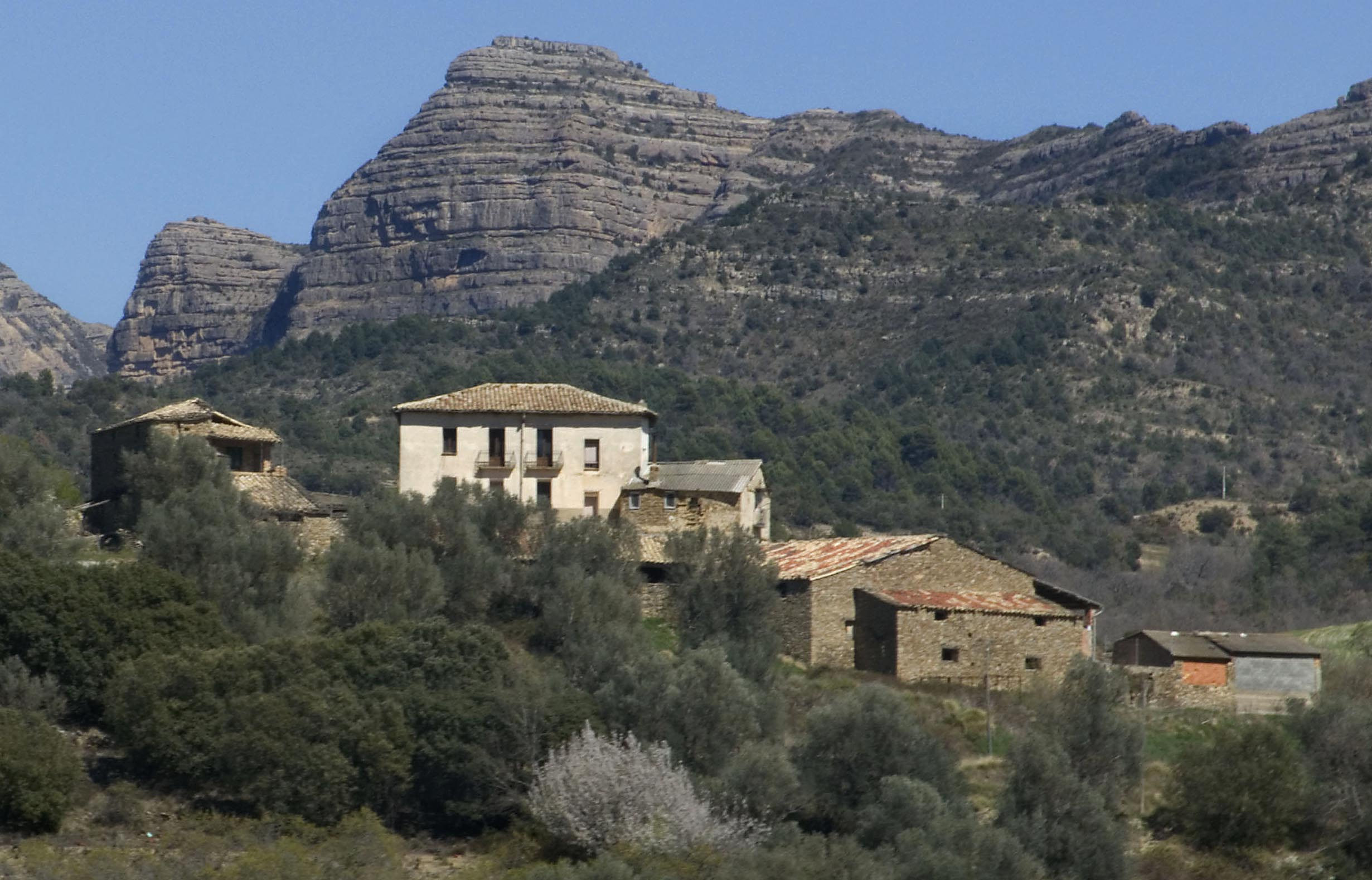
El Villar d'Isàvena

- la Pobla de Roda, situat al costat i a l'esquerra del riu.[37]
- Roda d'Isàvena situat a 907 d'altitud en un turó a la dreta del riu Isàvena.[38]

De la serra d'Esdolomada els barrancs de Torrontiello i Cañemá o de La Font desemboquen en el barranc de Carrasquer que dona les seues aigües a l'Isàvena després de rebre el cabal del vessant sud de la serra del Jordal, on neixen en terres de Rin de la Carrasca els barrancs de Runals, Vayart i Comasenté.

### Graus, abans i després deCapella

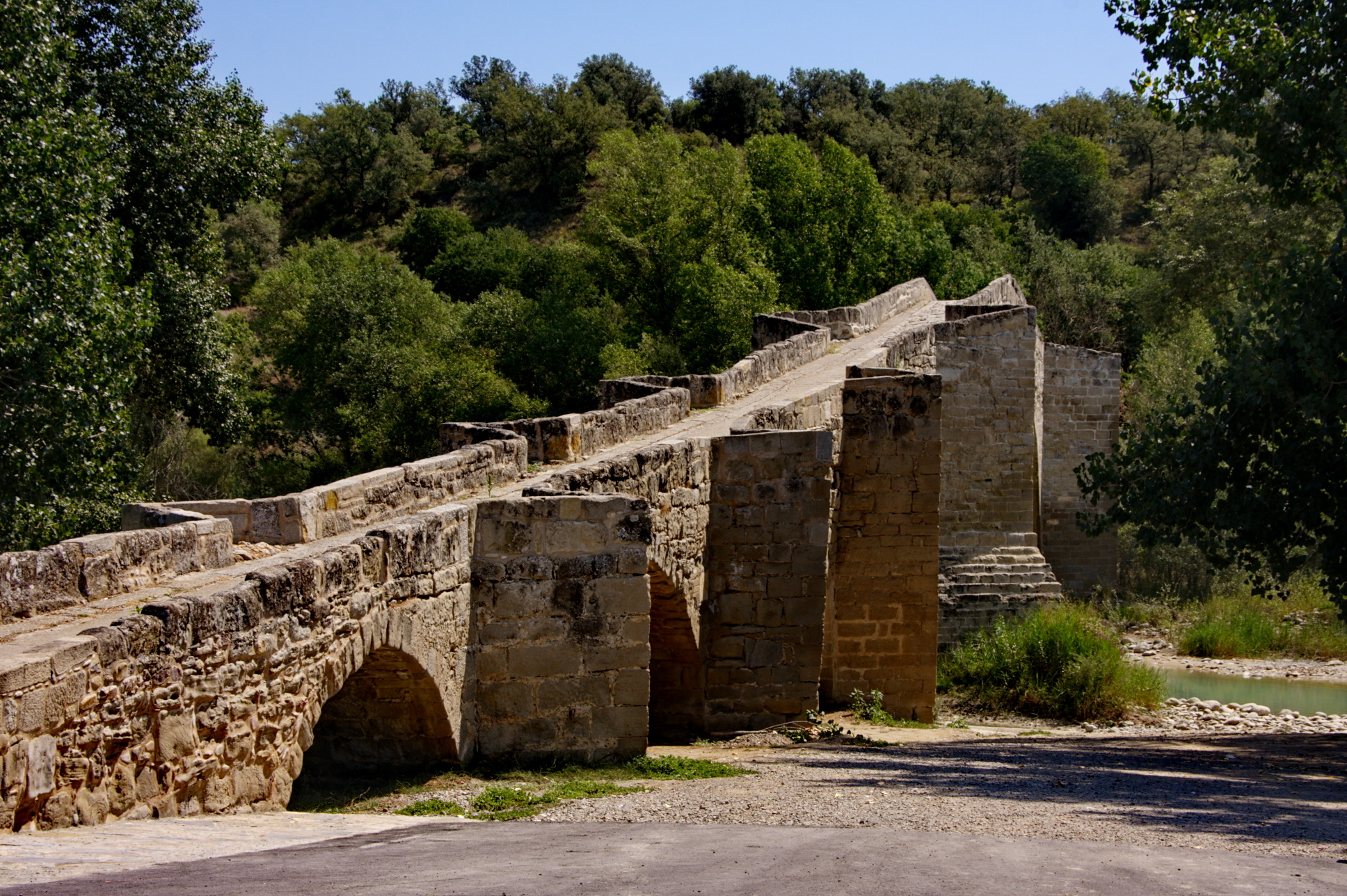
Capella, Pont Medieval

El municipi de Graus està al sud de la vall de l'Isàvena, però Güel manté una posició avançada.
- Güel, antic municipi de la Ribagorça s'incorporà a Graus el 1.972. Està caracteritzat per l'hàbitat disseminat proper al ribera de la vall: les caseries de la Badia, El Castell,[42] La Collada,[43] Farrerós, Julià,[42] La Mançana, caseria a la dreta del riu Isàvena i en el límit amb el de Roda d'Isàvena de Ribagorça,[44] Peregrí,[42] Picontor, caseria amb capella romànica (Sant Crist),[45] Remorosa,[46] La Ribera, al sud del poble i a la dreta de l'Isàvena,[47] El Pueio, El Rincó,[42] Solano.[48] Trespueio.[49]

### Els pobles de la vall deCapella
El poble de Capella és el cap d'aquest municipi. El barranc de la Portella, afluent de l'Isàvena per l'esquerra, baixa de la serra pel costat del poble. Damunt el riu Isàvena trobem un pont romànic d'esquena d'ase, amb vuit arcs.
- Llaguarres, és un antic municipi de la Ribagorça estès a la vall baixa de l'Isàvena que s'incorporà a Capella el 1965 (Decret 4338/64, de 24 de desembre). L'antic terme va des del riu Isàvena (límit septentrional del terme) fins a la serra del castell de Llaguarres que arriba als 1.150 metres sobre el nivell del mar i, més enllà, a les capçaleres del riu Guart i del barranc de Puigverd.[51] De l'antic terme, al vessant septentrional de la serra del castell de Llaguarres està la caseria el Castesillo.[52]
- Pociello és un llogarret que pertany al municipi de Capella. Es troba a 545 msnm.[53]

### Grausal sud de la vall
A Graus rep l'Éssera una important aportació d'aigua del riu Isàvena. La vall de l'Isàvena i la vall de l'Éssera es fusionen formant una planura prou extensa que aplega el pantà de Barasona i el Congost d'Olvena, on l'Éssera s'encaixa abans d'entregar les seues aigües al riu Cinca.

## Congost d'Ovarra

### Geomorfologia
L'erosió dels materials carbonatats del Cretàcic pels quals discorre el riu Isàvena en aquest punt i el seu encaixament en el temps ha donat lloc a la formació d'un estret canó de parets verticals. Les característiques morfològiques de la llera venen definides per un grup de tolls i petites cascades que discorren per un llit encaixat.

### Flora i fauna
El bosc de ribera és gairebé inexistent en el congost. Aigües amunt està format per pollancres, freixes, bedolls, til·lers i avellaners. Després, es continua amb el bosc de faigs, roures i pins, dominant en els vessants acompanyat per un sotabosc de boix i argelagues.
Aquestes zones boscoses són ocupades pel picot negre, el trencapinyes, el cercavores i la perdiu blanca. Els mamífers més visibles són el cabirol, la geneta i el liró gris.
Entre les aus rupícoles (que es fan en les roques) que habiten el congost es troben la merla roquera i la gralla.
Entre els amfibis destaca la granota temporal. L'única espècie aquàtica present en el tram inventariat és la truita. Com a espècie destacable en les aigües del riu Isàvena es troba la llúdriga.

## Imatges de la Vall de l'Isàvena

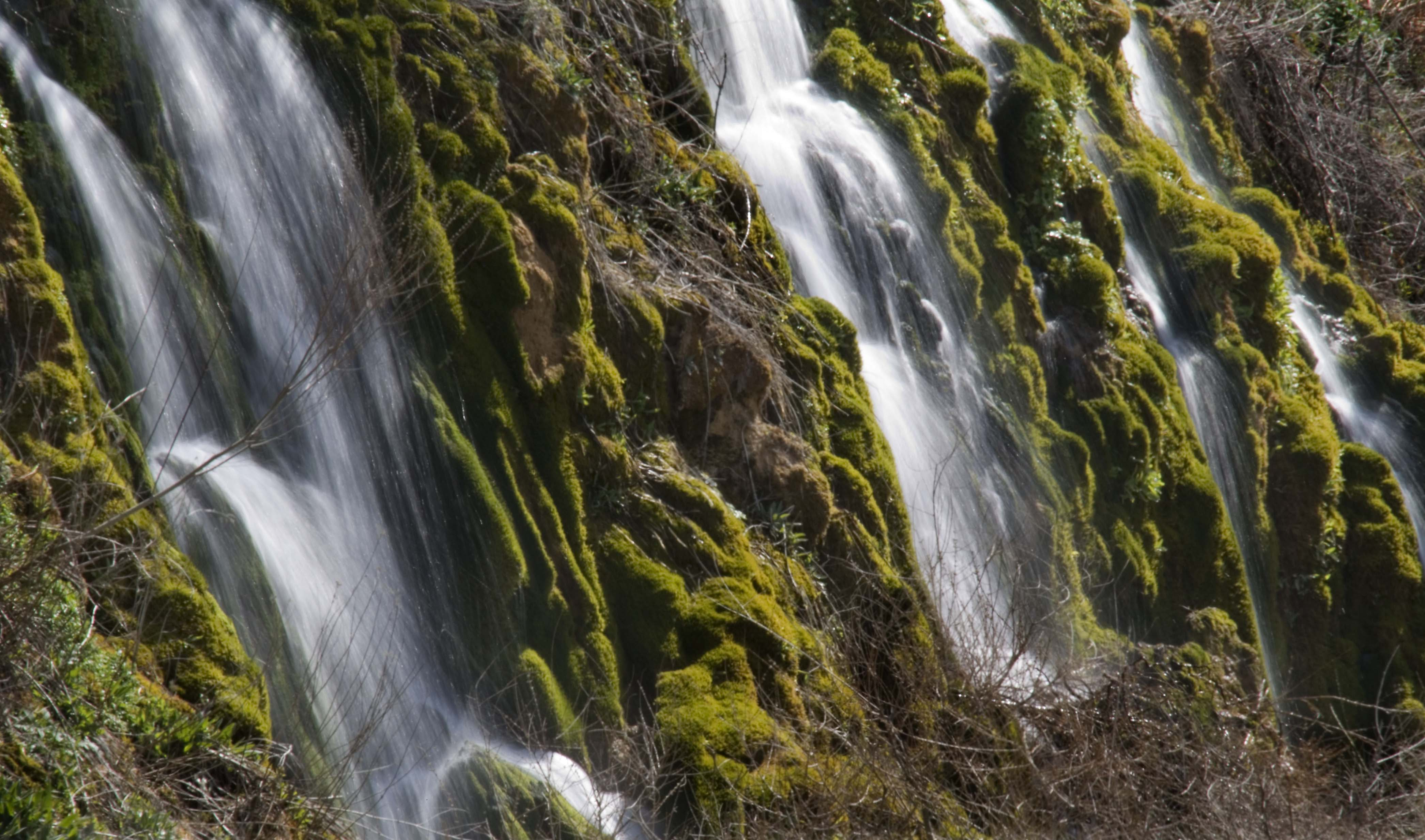
Fonts de Sant Cristòfol.
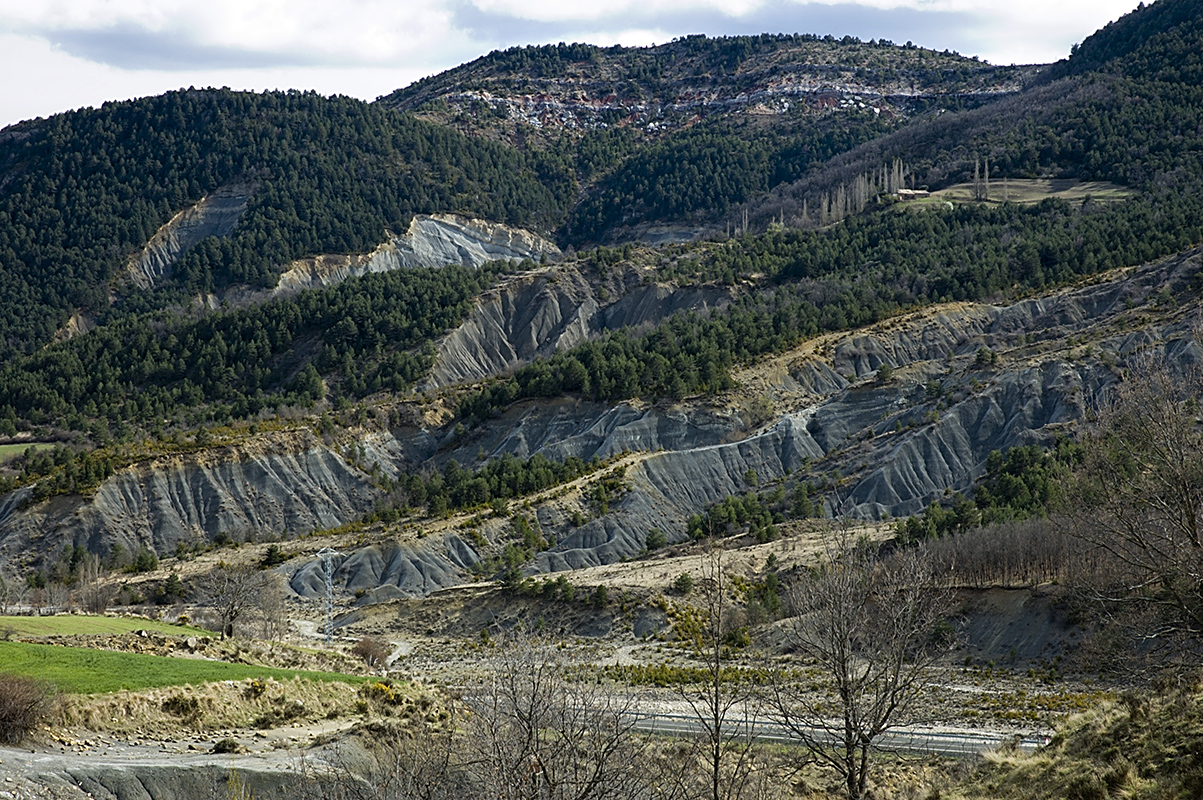
Serra del Jordal, en la desembocadura del riu de Vilacarle al riu Isàvena.
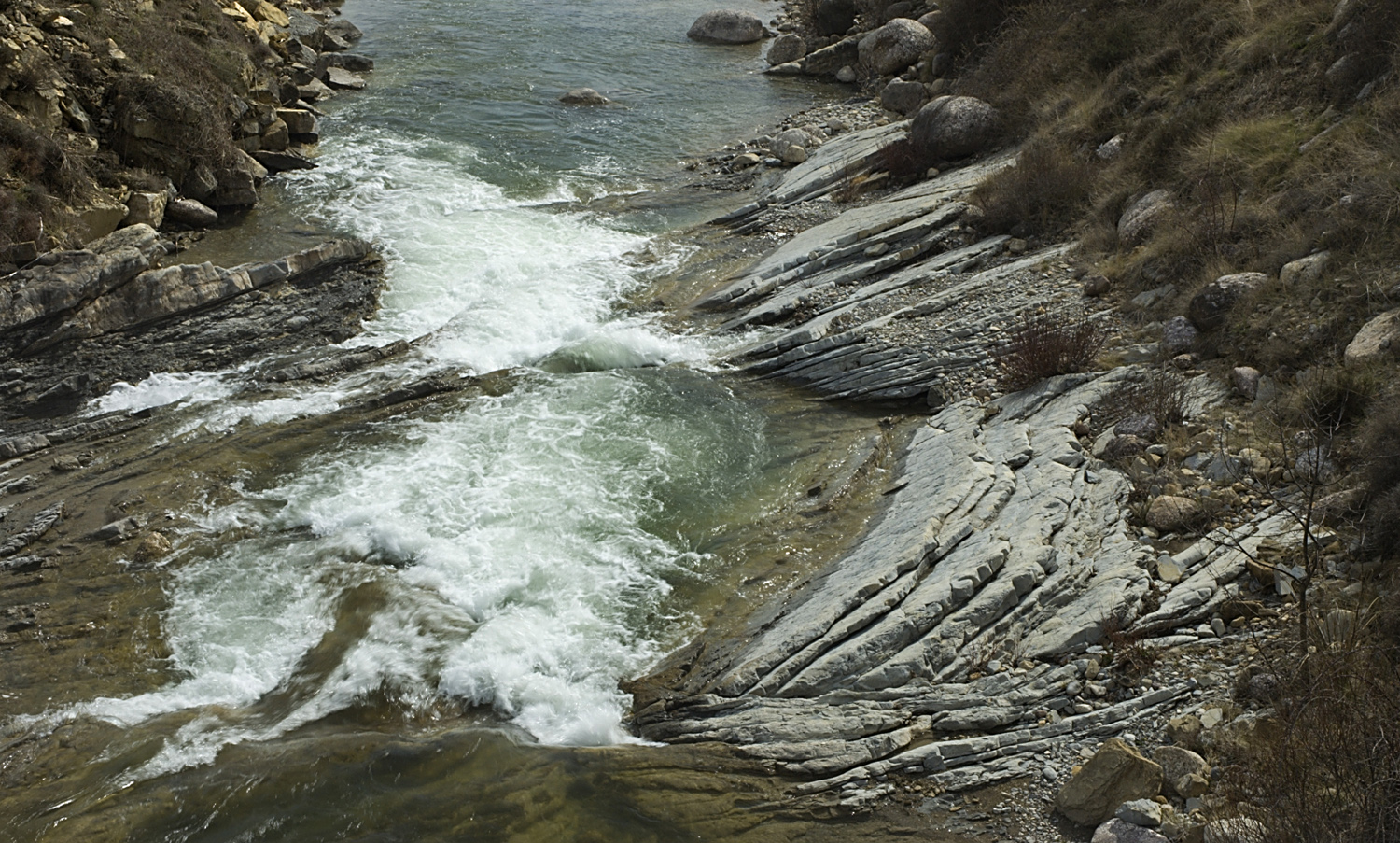
Mulla de Pardinella (riu Isàvena).
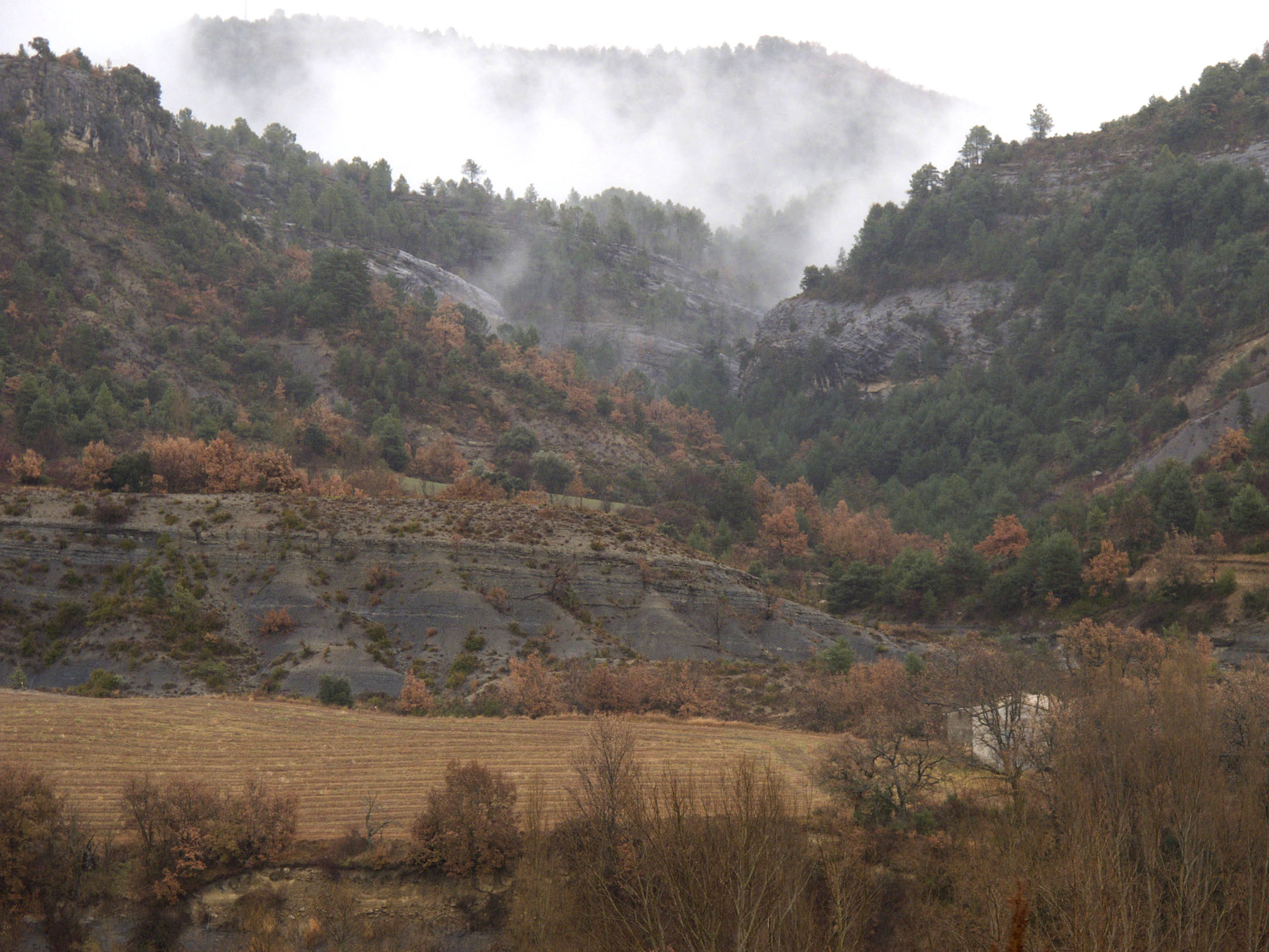
Vall de l'Isàvena.
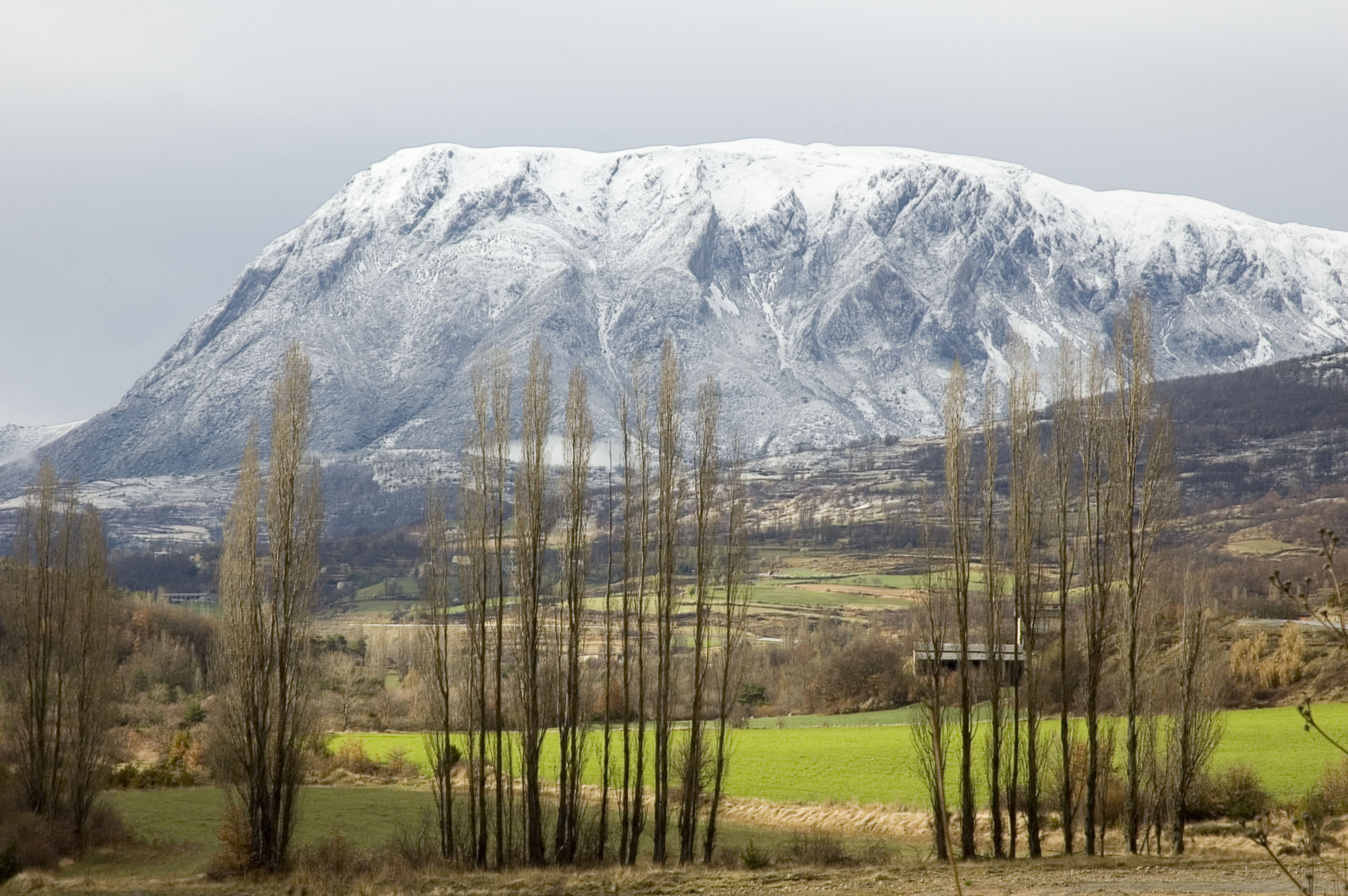
El Turbó.
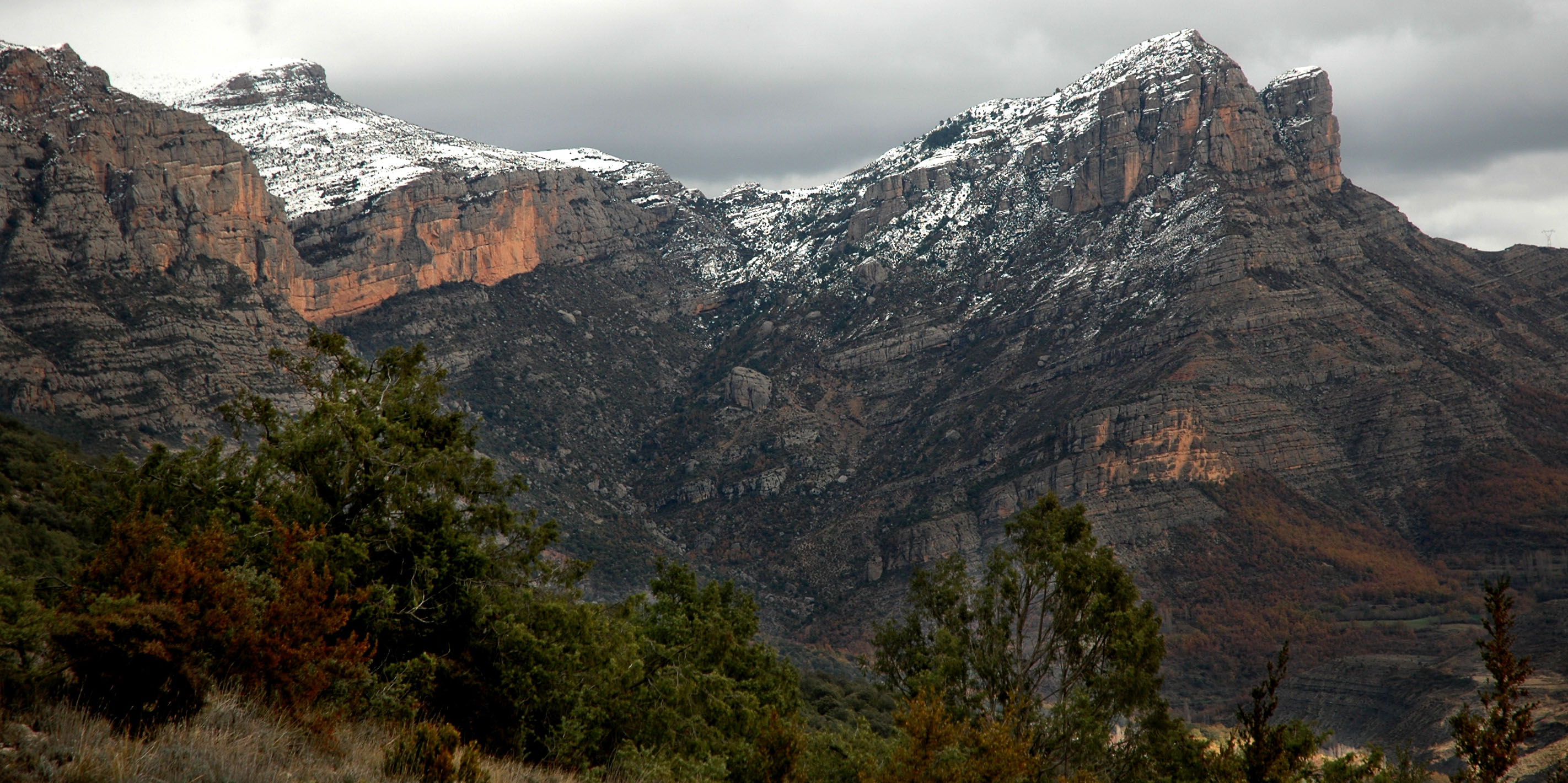
Serra de Sis.
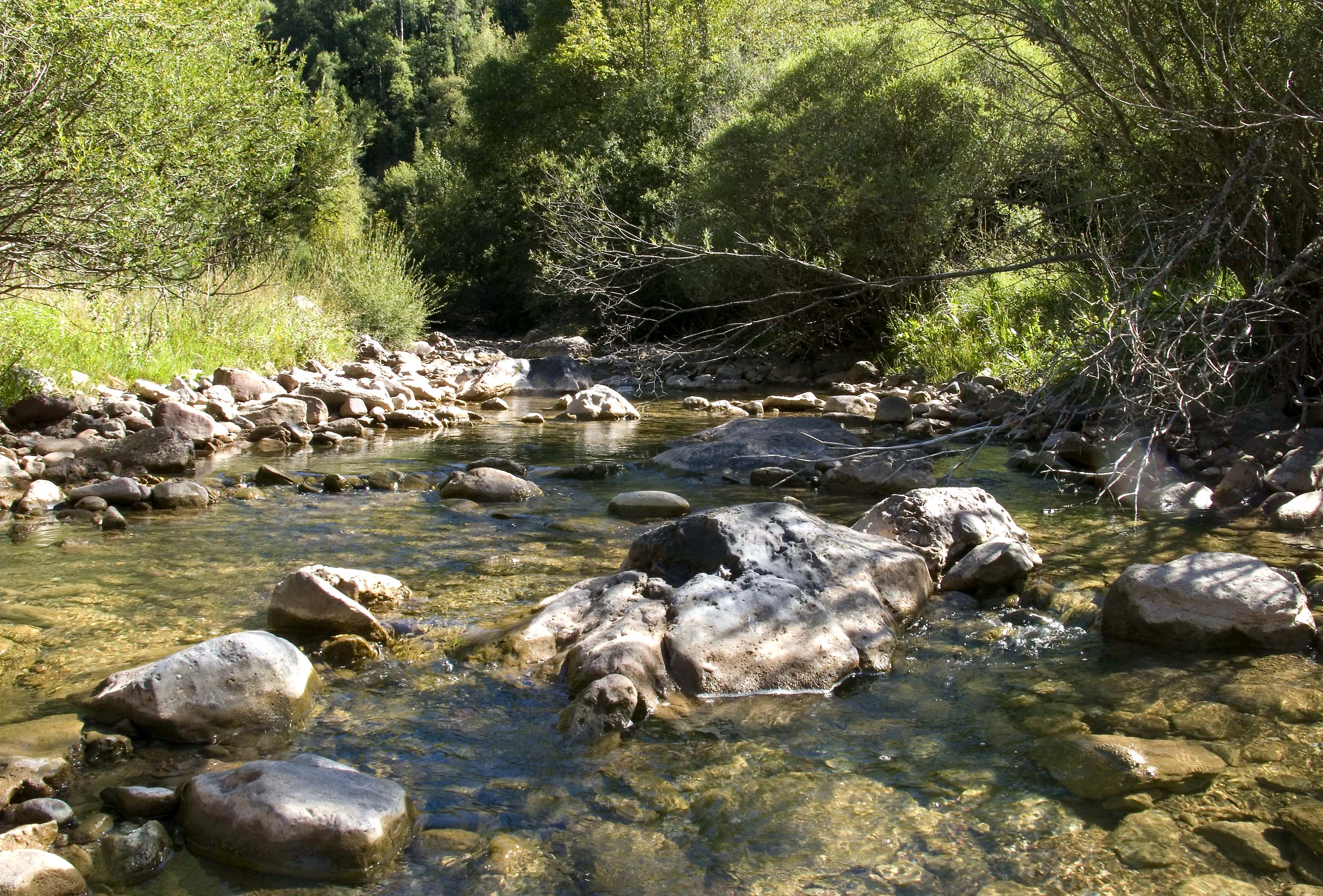
Riu Blanc
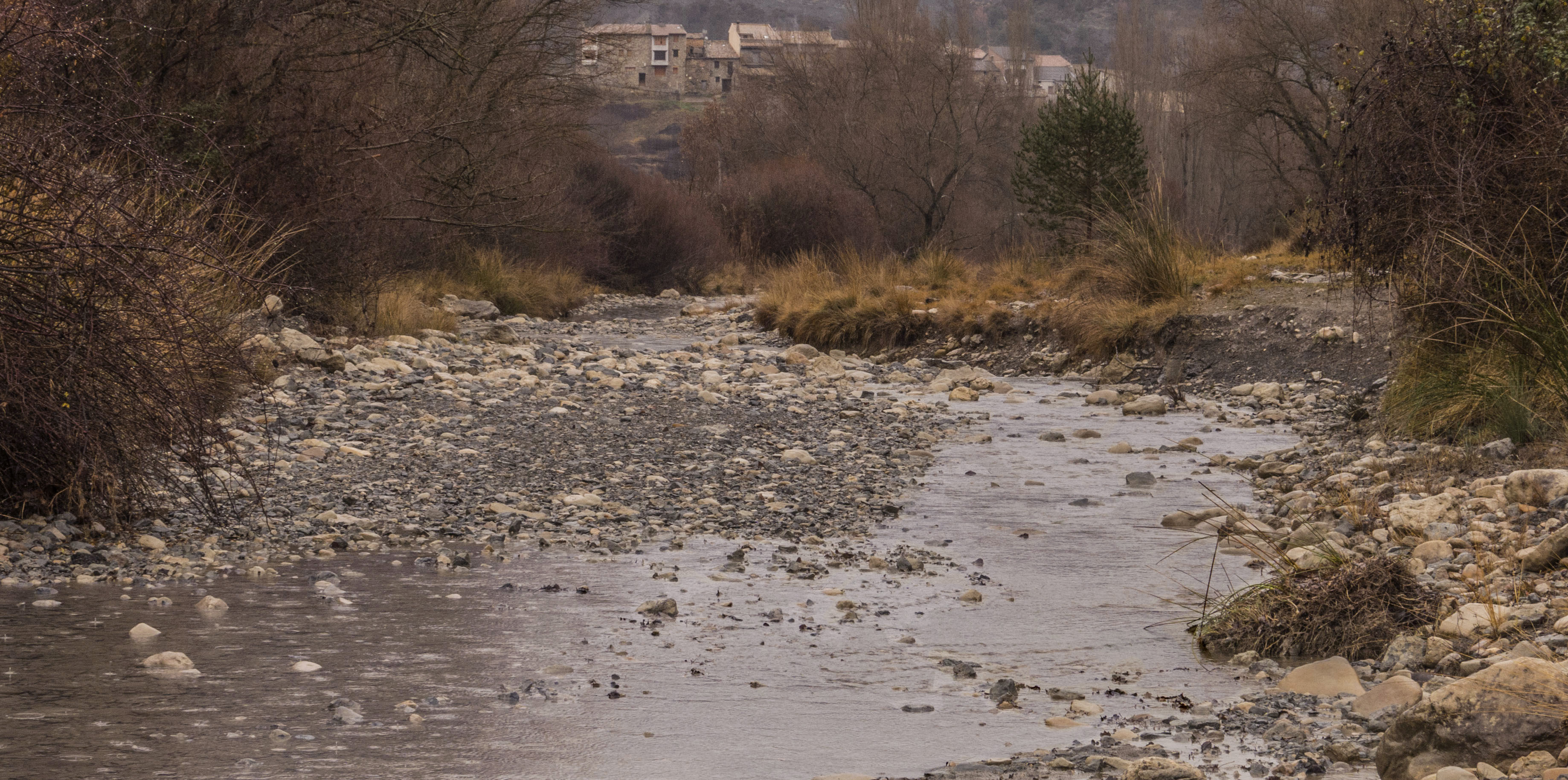
Barranc de Carrasquer i la Pobla de Roda
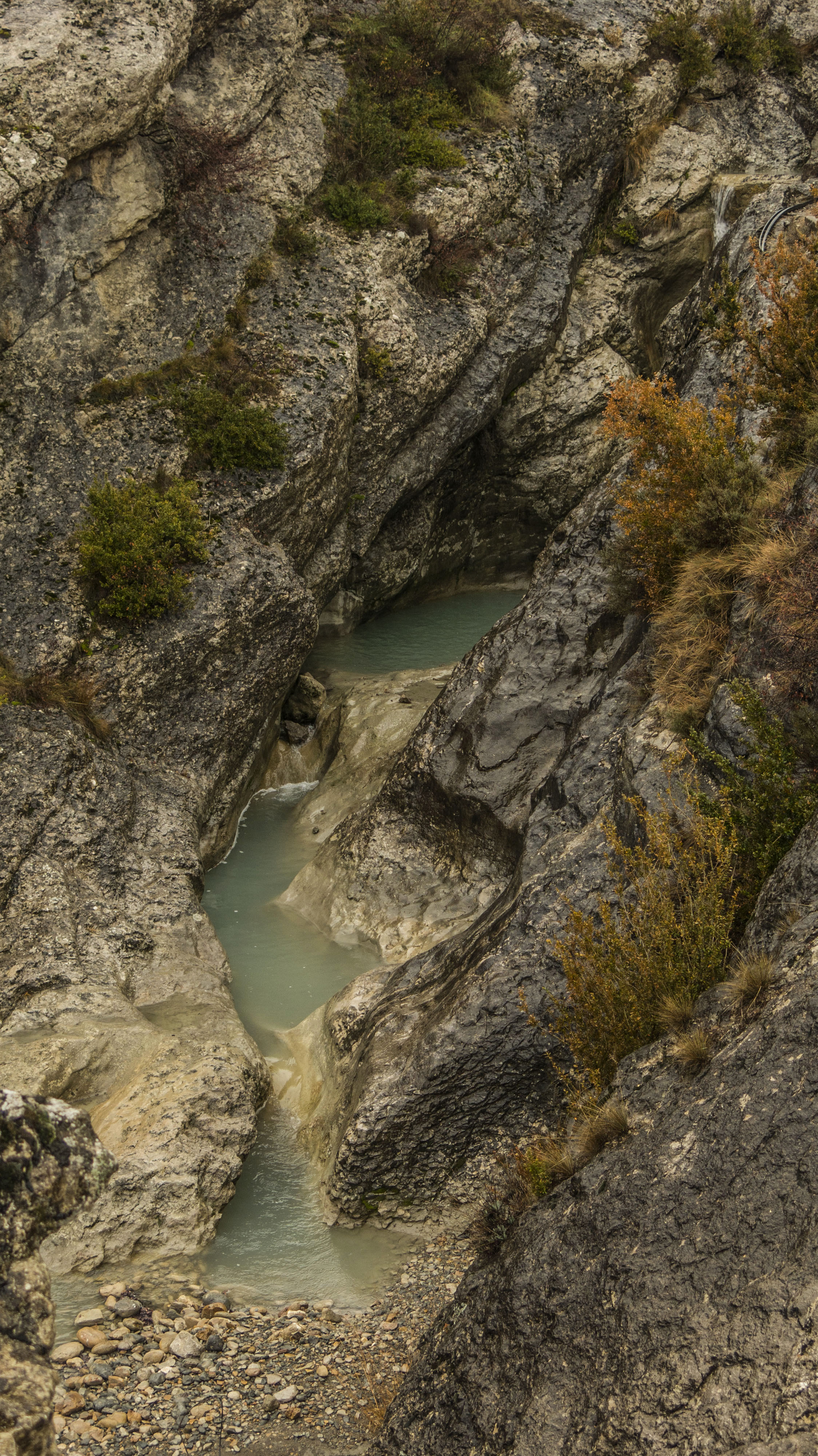
Congost de Carrasquer

## Fotografia

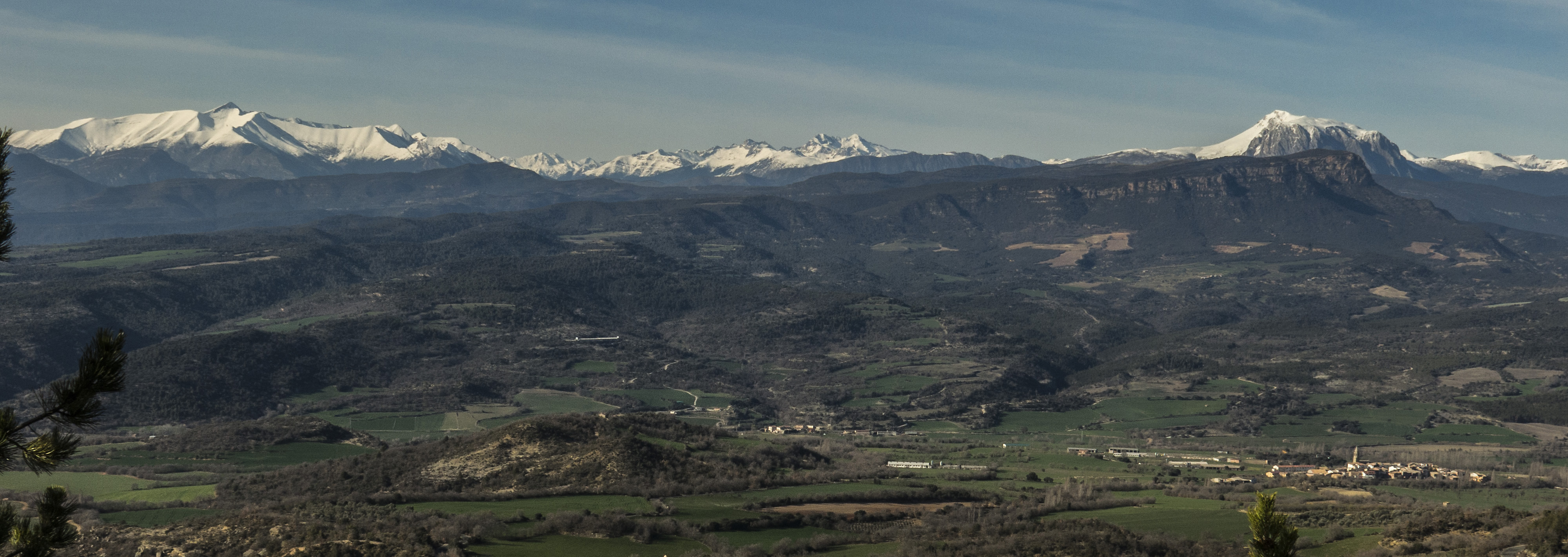
Vista panoràmica de la vall de l'Isàvena. Darrere a l'esquerra el Cotiella, al centre el Pirineu aragonès, i a la dreta el Turbó. Davant del Turbó, el Morrón de Güel. Fotografia feta des de la serra del castell de Llaguarres